# 200 đồng (tiền Việt)

Hai mặt đồng tiền 200 đồng

200 đồng (tiền Việt Nam) là đồng tiền của Việt Nam. Đồng tiền này được phát hành sớm nhất. Mặc dù vẫn còn được lưu hành, song vì mệnh giá đồng tiền quá thấp, nên đồng tiền này không còn được sử dụng rộng rãi. Thậm chí, đồng tiền này còn được bán trên các trang mạng xã hội với giá tiền gấp nhiều lần mệnh giá gốc.

## Thông tin
| Mệnh giá | Kích thước  | Màu chủ đạo | Miêu tả     | Miêu tả              | Miêu tả   | Phát hành |
| Mệnh giá | Kích thước  | Màu chủ đạo | Mặt trước   | Mặt sau              | Loại giấy | Phát hành |
| -------- | ----------- | ----------- | ----------- | -------------------- | --------- | --------- |
| 200 ₫    | 130 x 65 mm | Đỏ nâu      | Hồ Chí Minh | Sản xuất nông nghiệp | Cotton    | 1987      |